# Serge Pauwels
Serge Pauwels (ur. 21 listopada 1983 w Lier) – belgijski kolarz szosowy. Olimpijczyk (2016).
Po zakończeniu kariery zawodniczej został trenerem, podejmując współpracę z reprezentacją Belgii w kolarstwie szosowym.

## Osiągnięcia
Opracowano na podstawie:

2007
- 1. miejsce w klasyfikacji górskiej Tour Down Under

2009
- 1. miejsce na 15. etapie Giro d’Italia

2012
- 1. miejsce na etapie 2b Tour de l’Ain (jazda drużynowa na czas)

2015
- 13. miejsce w Tour de France
- 2. miejsce w International Road Cycling Challenge

2017
- 1. miejsce w Tour de Yorkshire
  - 1. miejsce na 3. etapie

2018
- 3. miejsce w Tour de Yorkshire

2019
- 1. miejsce na 3. etapie Hammer Stavanger (drużynowo)

## Rankingi
| Rok                | 2005 | 2006 | 2007 | 2008 | 2009  | 2010 | 2011 | 2012 | 2013 | 2014 | 2015 | 2016 | 2017 | 2018 | 2019  | 2020  |
| ------------------ | ---- | ---- | ---- | ---- | ----- | ---- | ---- | ---- | ---- | ---- | ---- | ---- | ---- | ---- | ----- | ----- |
| UCI World Calendar |      |      |      |      | 179.  | -    |      |      |      |      |      |      |      |      |       |       |
| UCI World Tour     |      |      |      |      |       |      | -    | -    | -    | -    |      | 150. | 163. | 198. |       |       |
| World Ranking      |      |      |      |      |       |      |      |      |      |      |      | 269. | 279. | 340. | 1067. | 1500. |
| UCI Europe Tour    | 692. | 326. | 782. | 612. | 1178. |      |      |      |      |      | 402. | 665. | 289. | 307. | 763.  | 1120. |
| UCI Asia Tour      | -    | -    | -    | -    | -     |      |      |      |      |      | -    | 336. | -    | -    |       |       |
| UCI America Tour   | -    | -    | -    | -    | -     |      |      |      |      |      | 102. | 246. | -    | -    |       |       |
| UCI Oceania Tour   | -    | 70.  | -    | -    | -     |      |      |      |      |      | 57.  | -    | -    | -    |       |       |
|                    |      |      |      |      |       |      |      |      |      |      |      |      |      |      |       |       |
| Źródło: UCI        |      |      |      |      |       |      |      |      |      |      |      |      |      |      |       |       |